# Koninklijke Academie voor Kunst en Vormgeving
De Koninklijke Academie is een voormalige instelling voor hoger kunstonderwijs in 's-Hertogenbosch. De academie werd in 1812 onder goedkeuring van Napoleon Bonaparte opgericht. Sinds de oprichting was de academie bekend als de
Académie impériale et royale de peinture, sculpture et architecture (1812)
Stads Academie voor Teeken- en Schilderkunst (1814)
Koninklijke School voor Nuttige en Beeldende Kunsten (1828)
Koninklijke School voor Kunst, Techniek en Ambacht (1918)
Koninklijke Academie voor Kunst en Vormgeving (1952)
De school bleef voortbestaan nadat hij in 1918 en 1987 in grotere instellingen was opgenomen, tot hij in 2004 met de Academie voor Beeldende Kunsten Sint-Joost uit Breda werd gefuseerd tot de Akademie voor Kunst en Vormgeving St. Joost. De school is sindsdien een onderdeel van de Avans Hogeschool.

## Oprichting als Académie impériale et royale

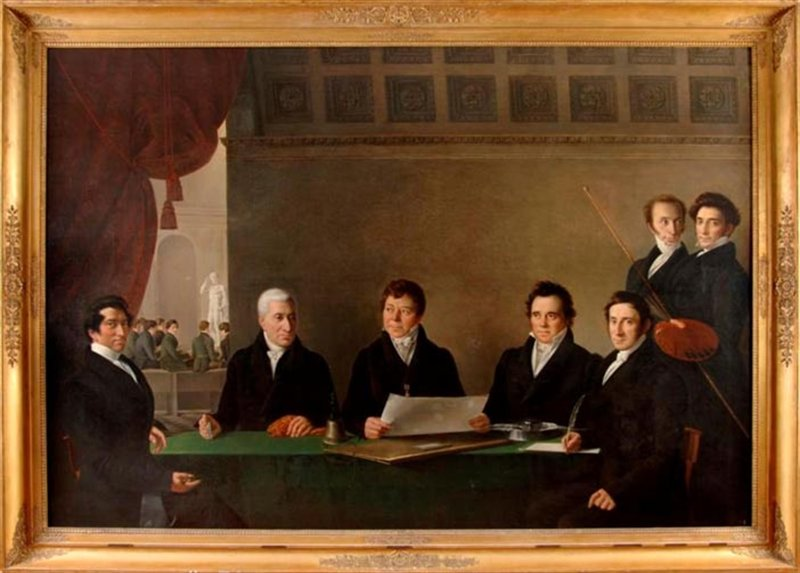
Het eerste bestuur in 1812, v.l.n.r. P.J. Zuthere, B.J. Deckers, burgemeester A.G. Verheijen, adjunct-burgemeester G.M. van de Ven. Schilder van het doek was in 1828 Du Bois die Pieter Barbiers en zichzelf in de rechterbovenhoek uitbeeldde.

Het voorstel voor de oprichting van een teekenacademie kwam van burgemeester (maire) mr. A.G. Verheijen aan het stadsbestuur in 1811. Een bedrag van 1500 Franse frank werd in de begroting van 1812 opgenomen voor een instituut zoo nuttig als aangenaam voor onderscheidene jongelieden welke zich aan vakken willen toewijden, waarbij de teekenkunst noodzakelijk is. Naast de bedoeling om de teken- en schilderkunst in de stad weer te doen herleven, richtte men zich op alle vakken van handwerk- en fabrieksnijverheid, tot de vorming van bekwame werklieden. De begroting werd door de toen regerende keizer Napoleon goedgekeurd. In de eerste jaren kende het de naam Académie impériale et royale de peinture, sculpture et architecture.
In oktober 1812 volgden de eerste vijftien leerlingen studie aan de academie. De directeur van het eerste uur was Gerard van Dinter en als professeur en second werd Joseph Weingärtner aangesteld. De lessen werden gegeven op een zolder boven de stadsarmenschool aan de Wolvenhoek. Om het budget aan te vullen schreef Van Dinter een groot aantal inwoners van de stad aan om in te tekenen voor 6 frank. Hieraan gaven 92 Bosschenaren gehoor. Met de donatie werd het recht verkregen een leerling voor te dragen. Om een extra voordracht te kunnen doen, kon het bedrag ook nogmaals ingelegd worden. Een van de leerlingen van het eerste uur was Johannes Antonius van der Ven.
Het eerste schooljaar werd afgesloten met een eendaagse expositie in de toenmalige concertzaal aan de Orthenstraat en de uitreiking van drie zilveren medailles. Een expositie van tekeningen in de stad was voor die tijd ongekend. Het vergrootte de bekendheid van de instituut en het jaar erop breidde het aantal leerlingen uit tot vijftig. Deze traditie van een expositie en medailles na afloop van een schooljaar bleef ook hierna voortbestaan.

## Stads Academie voor Teeken- en Schilderkunst
Toen de Franse militairen en ambtenaren in januari 1814 uit de stad werden verdreven, was het tweede studiejaar sinds de oprichting gaande. Het vertrek betekende een terugloop van het aantal donateurs naar tachtig. De stad besloot hierop de toelage voor de academie te verhogen. De naam van het instituut werd omgedoopt in Stads Academie voor Teeken- en Schilderkunst. Ook werd er nog een derde kunstleraar aangetrokken, namelijk J.G. Walger voor het vak bouw- en volksmeetkunde. Er was daarom ook de naam Stads Instituut van Handteeken-, Boetseer-, Doorzicht-, Bouw- en Meetkunde in zwang. Sinds de oprichting had de school als tweede doelstelling, om gratis onderwijs te bieden aan kinderen van minder vermogende burgers. Door het donatiesysteem kwamen evenwel ook kinderen uit de gegoede klasse op de academie terecht. De lessen werden vijf dagen in de week van 6 tot 8 uur in de avond gegeven. Met een onderbreking van 1816 tot 1818 was Gerard van Dinter directeur van het instituut tot hij in 1820 op 73-jarige leeftijd overleed.
In dat jaar werd hij opgevolgd door Henricus Turken en Antoon van Bedaff. In 1822 bracht het tweetal een nieuw leerboek uit, getiteld Grondbeginselen der Teekenkunst, in fragmenten naar de antieken. Het plan om de academie uit te laten groeien tot de Provinciale Academie der Beeldende Kunsten in Noord-Brabant werd afgewezem door de Gedeputeerde Staten. Uit onvrede over de mislukte onderwijsvernieuwing verlieten beide mannen de academie aan het begin van het schooljaar 1825/26.
Een leerling uit deze periode van de academie was bijvoorbeeld Willem Verbeet. Jan Hendrik van Grootvelt en Thomas van Leent waren latere leerlingen uit deze periode en hadden ook nog les nadat Turken en Van Bedaff waren vertrokken.

## Koninklijke Academie
Het duurde nog tot eind januari 1826 tot Dominicus Franciscus du Bois en Pieter Barbiers hen opvolgden. Op bouwkunde na, werd er in dat schooljaar slechts twee maanden les gegeven. Koning Willem I riep de academie uit tot Koninklijke School voor Nuttige en Beeldende Kunsten. Daarbij ontving de academie sindsdien een jaarlijkse toelage van de rijksoverheid. De naam werd op 22 mei 1828 officieel gevestigd. In 1953 wijzigde de naam in de Koninklijke Academie voor Kunst en Vormgeving.
De academie werd sinds 7 oktober 1918 onderdeel van de School voor Kunst, Techniek en Ambacht en sinds 1 augustus 1987 van de Hogeschool 's-Hertogenbosch. Zonder het predicaat Koninklijk leeft de naam sinds 1 april 2004 voort in de fusienaam Akademie voor Kunst en Vormgeving St. Joost en is het een onderdeel van de Avans Hogeschool; het tweede deel van de naam wordt gevormd door de toenmalige Academie voor Beeldende Kunsten Sint-Joost uit Breda.
Hieronder volgt een overzicht van kunstenaars die sinds 1826 gelieerd waren aan de Koninklijke Academie:
Oud-studenten
- Lukas Arons
- Erzsébet Baerveldt
- Marjan Barnier
- Chris Berens
- Jan de Bie
- Kees Buckens
- Han van Dam
- Ruud Dijkers
- Pieter Engels
- Adri de Fluiter
- Hendrik van der Geld
- Charles Grips
- Guust Hens
- Lambert Hezenmans
- Hans van Hoek
- Dimphi Hombergen

- Jacques Hurks
- Dorothé Jehoel
- David van de Kop
- Ruud Kuijer
- Luc Leenknegt
- Thomas van Leent
- Couzijn van Leeuwen
- Johan Lennarts
- Renée van Leusden
- Erik van Lieshout
- Dorus van der Linden
- Hieke Luik
- Johannes Petrus Maas
- Frank Mandersloot
- Richard Menken
- Willem Molkenboer

- Gerrit de Morée
- Theo van der Nahmer
- Harjo Neutkens
- Stijn Peeters
- Miriam Piña
- Wim van de Plas
- Willem de Ridder
- Gerard van Rooij
- Roberto Ruggiu
- Charlotte Schleiffert
- Theo Schepens
- Piet Slager sr.
- Piet Slager jr.
- Ton Smits
- Arjanne van der Spek
- Harm Timmermans
- JCJ Vanderheyden
- Frans van Veen

- Ben Verhagen
- Henk Visch
- Hans Vos
- Ad Verdonk
- Jan Verdonk
- Piet Verdonk (beeldhouwer)
- Piet Verdonk (edelsmid)
- Louis Vreugde
- Lambertus van den Wildenbergh
- Karel Willemen
- Jos Willems
- Wim van Woerkom
- John Zeiner

Oud-docenten
- Marius van Beek
- Eugène Brands
- Sjoerd Buisman
- Rein Dool
- Dick Elffers
- Pieter Engels

- August Falise
- Jacques Frenken
- Lambert Hezenmans
- Nic Jonk
- Marius de Leeuw
- Kurt Löb

- Pjotr Müller
- Jan van Munster
- Thom Puckey
- Nono Reinhold
- Gert de Rijk
- Piet Slager jr.

- Piet Slager sr.
- Pierre van Soest
- Jerome Symons
- Constance Wibaut

Oud-bestuurders/directeuren
Académie impériale et royale de peinture, sculpture et architecture, (1812)
- Gérard van Dinther

Stads Academie voor Teeken- en Schilderkunst (1814)
- Quirinus van Amelsfoort
- Hendrik Turken

Koninklijke School voor Nuttige en Beeldende Kunsten (1828)
- Dominicus Franciscus du Bois
- Petrus Emanuel Dielman
- Johannes Antonius van der Ven, directeur 1853-1866
- Johannes Matheus Nabbe
- Antonius Nazarius Sopers, directeur 1867-1876
- Jean Theodore Stracké, directeur 1876-1891
- Jules Dony

Koninklijke School voor Kunst, Techniek en Ambacht (1918)
- Huib Luns 1918 - 1923
- H.W.E (Henk) Damerau

Koninklijke Academie voor Kunst en Vormgeving (1952)